# Gregoriaans ritme

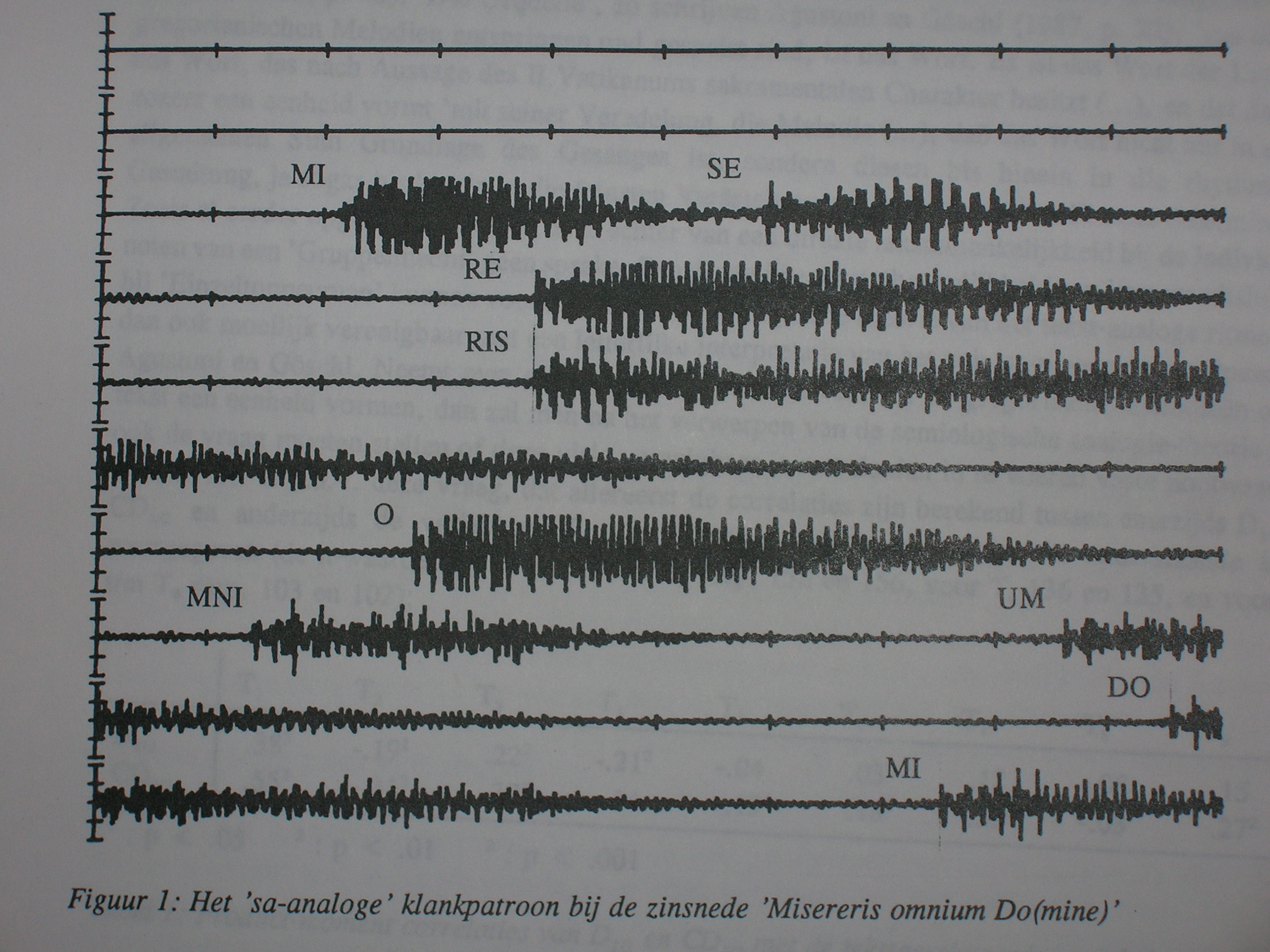
De bepaling van de lengte van gesproken lettergrepen.

Over het oorspronkelijke ritme van het gregoriaans van rond het jaar 1000 bestaan in de musicologie verschillende opvattingen. Meer en meer is echter komen vast te staan dat, wil men de oorspronkelijke duur van de individuele noten achterhalen, men de precieze ritmische betekenis moet ontcijferen van de oudst overgeleverde gregoriaanse muzieknotaties in het zogeheten neumenschrift. Desondanks staan de meningen nog steeds lijnrecht tegenover elkaar, want waar de een in deze vroege notaties slechts duurnuances van noten meent te ontdekken, ziet de ander in dezelfde neumen - daarbij gesteund door middeleeuwse muziektraktaten - aanwijzingen voor het bestaan van korte en lange noten met een vaste tijdsverhouding.
Op zoek naar wat ooit het gregoriaanse ritme was, werd door Dr. D. van Kampen statistisch onderzoek (correlatierekening en regressieanalyse) verricht op een aantal gregoriaanse melodieën en de daarbij behorende neumen en Latijnse teksten. Het onderstaande biedt een overzicht van dit onderzoek.

## Oude notaties
Het gregoriaans wordt in de moderne liturgische boeken, waaronder het Graduale Romanum, genoteerd op een notenbalk van vier lijnen. Omdat deze notenbalk van een do of fa sleutel is voorzien, valt de relatieve toonhoogte van iedere noot simpelweg na te gaan.
Worden de oudste notaties geraadpleegd, dan valt de toonhoogte niet zo eenvoudig af te leiden. Zowel in de notatie van Sankt Gallen (Zwitserland) als in de notatie van Metz (Noordoost-Frankrijk) zijn de zogeheten neumen - dat wil zeggen tekens voor een of meer noten behorend bij een gezongen lettergreep - geschreven in campo aperto (in het open veld), dat wil zeggen zonder notenbalk
De vroege notaties zijn echter onmisbaar als het om het oorspronkelijke ritme van het gregoriaans gaat.
Bij het woord ritme (maar zie hieronder) gaat het om duurverschillen tussen noten. Anders gezegd: het ritme heeft betrekking op de lengte van de verschillende noten.
Een voorbeeld: In de notatie van Sankt Gallen vindt men op de plaats van een pes, dat wil zeggen het teken voor een lagere noot gevolgd door een hogere, verschillende figuren, waaronder de pes rotundus en de pes quadratus. Hoewel de melodiegang in beide gevallen gelijk is, is de ritmische betekenis verschillend. In het eerste geval gaat het (bepaalde uitzonderingen daargelaten) om twee korte noten, in het laatste om twee lange.

## Mensuralisme en semiologie
In de literatuur over het oorspronkelijke ritme van het gregoriaans wordt soms van een vaste toonduurverhouding gesproken; korte noten zouden dan 1 tel en lange 2 tellen duren. Deze opvatting staat bekend als het mensuralisme. Aanhangers van deze visie zijn onder meer Peter Wagner, Gregory Murray, Jules Jeannin en Jan Vollaerts.
Middeleeuwse muziektraktaten uit de 10e en 11e eeuw – bijvoorbeeld de Commemoratio Brevis de Tonis et Psalmis Modulandis en de Scholia Enchiriadis (beide 10e eeuw) – lijken de mensuralistische visie te steunen. Telkens wordt de aandacht erop gericht dat de monnik bij het zingen alle korte noten kort en alle lange noten lang moet uitvoeren, waarbij lange noten precies twee maal zo lang moeten klinken als korte.
Een volstrekt andere opvatting is dat niet alle korte of lange noten onderling dezelfde lengte hebben. Er zou sprake zijn van nuances. Volgens deze opvatting, die onder meer door de Franse benedictijner monnik Dom Eugène Cardine is verdedigd, zou het flexibele duurkarakter tekstanaloog zijn. Hiermee wordt bedoeld dat de afzonderlijke noten duurnuances weergeven van dezelfde orde als bij de lettergrepen van een goed gearticuleerde tekst. De opvatting van Cardine en zijn navolgers (onder meer Johann Berchmans Göschl en Luigi Agustoni) staat bekend als de semiologische opvatting. In Nederland werd al vroeg een soortgelijke opvatting gehuldigd door Joseph Smits van Waesberghe.
In de strijd tussen beide opvattingen wordt door de aanhangers van de nuancetheorie doorgaans opgemerkt dat de middeleeuwse muziektraktaten het gregoriaanse ritme niet anders konden benaderen dan vanuit de antieke (Griekse) muziektheorie, en dat de vaste verhoudingen in deze traktaten extra beklemtoond werden omdat God nu eenmaal alles geschapen had volgens vaste regels, maat en getal.
Kortom: de traktaten vermelden wel de 1 : 2 verhouding, maar deze verhouding zou niets te maken hebben met de praktijk van het zingen.
Hiertegen werd echter door de mensuralisten ingebracht dat de schrijvers van de traktaten monniken waren die dagelijks het gregoriaans beoefenden en dus wel degelijk wisten waar ze over schreven.
Nog een ander argument is dat bij de theorie van het tekstanaloge ritme onduidelijk blijft welke duurwaarden feitelijk aan de verschillende noten moeten worden toegekend. Deze onduidelijkheid geldt nog niet bij tekstlettergrepen voorzien van een enkele noot. In dat geval wordt de (variabele) lengte van de lettergreep immers 'overgenomen' door de bij deze lettergreep behorende noot. Komen er echter twee of meer noten voor bij een lettergreep, dan vervalt deze mogelijkheid van 'duurovername' bij de afzonderlijke noten en blijft de theorie van het tekstanaloge ritme in de lucht hangen.
Ondanks alle verschillen hebben de mensuralistische en de semiologische opvatting gemeen dat zij twee categorieën noten onderscheiden: korte en lange met een vaste tijdsduur in het mensuralisme, en korte en lange met een variabele duur in de semiologie.

## Korte versus lange noten
Een overzicht van welke noten tot de eerste en welke noten tot de tweede categorie behoren vinden we onder meer bij Dom Cardine. Toch moet gezegd dat Cardine's bespreking van de (relatief) korte en lange noten bij de verschillende neumen – naast de pes rotundus en de pes quadratus wordt bijvoorbeeld ingegaan op de verschillende schrijfwijzen van de clivis, de climacus, de torculus, de porrectus, de scandicus, enz., enz. – in die zin te wensen overlaat, dat onvoldoende duidelijk wordt waarom de kwalificaties 'kort' of 'lang' aan de individuele noten van een bepaald teken zijn toegekend. De belangrijkste reden daarvoor is dat Dom Cardine niet aangeeft op hoeveel exemplaren in zijn onderzoek zijn kwalificaties steunen. Meestal worden slechts een of twee muziekvoorbeelden gepresenteerd die dan de kwalificatie 'kort' of 'lang' zouden moeten aantonen.
Om de individuele noten bij al deze tekens met voldoende zekerheid als 'kort' of 'lang' te kunnen duiden, is in het onderzoek van Dr. van Kampen, uitgaande van een zeer groot aantal gregoriaanse gezangen, de daarbij voorkomende notatie van Sankt Gallen (codex SG-359; begin 10e eeuw) vergeleken met de bij deze gezangen aanwezige notatie van Metz (codex L-239; omstreeks 930).
Van sommige individuele noten in de notatie van Sankt Gallen staat reeds vast dat zij 'kort' of 'lang' zijn. Hierdoor konden nog qua lengte onbekende noten (delen van neumen) in L-239 op hun 'kort' of 'lang' zijn worden beoordeeld, en andersom. In een voortschrijdend proces konden zo telkens nieuwe 'onbekendheden' worden omgezet in 'bekendheden'.
Sommige onzekerheden daargelaten, bleek het dus mogelijk om de individuele noten bij de verschillende schrijfwijzen van climacus, torculus, porrectus, enz. in de notatie van Sankt Gallen (en Metz) te interpreteren als 'kort' of 'lang'. Vaak (maar niet altijd) konden de interpretaties van Dom Cardine bevestigd worden.

## Duurwaarden
In het onderzoek van Van Kampen zijn aan de individuele noten van vier (willekeurig gekozen) introitusantifonen – Misereris omnium domine, Rorate caeli desuper, Puer natus est nobis en Nos autem gloriari oportet – verschillende duurwaarden toegekend.
Dit gebeurde op basis van verschillende uitgangspunten:
1. Aan elke korte noot werd de vaste waarde 1 toegekend, en aan elke lange noot de vaste waarde 2. Bij deze waardetoekenning is uitgegaan van de schrijfwijze van de neumen in de codices Einsiedeln-121 (11e eeuw[14]) en L-239 (10e eeuw), en - bij onderlinge tegenstrijdigheid - van codex Msc.Lit.6 van de Staatsbibliotheek Bamberg (11e eeuw[15]).
2. Naast de nootduurverhouding 1 : 2, zijn de waardetoekenningen ook gebaseerd op verschillende andere verhoudingen, oplopend van 1 : 1; via 1 : 1,2; 1 : 1,4; 1 : 1,6 enz. t/m 1 : 3. Ook hier gaat het dus telkens om vaste duurwaarden.
3. Om nog enigszins recht te doen aan de (eigenlijk niet-onderzoekbare) nuancetheorie, zijn flexibele duurwaarden ingevoerd op basis van de schrijfwijze (breedte) van de noten in het Graduale Lagal (Chris Hakkennes)[16]. In dit Graduale wordt van een soort kwadraatnotatie uitgegaan, waarbij de (veronderstelde) lengte van de noot grafisch wordt uitgedrukt in een bepaalde breedte van de noot.

De uitgangspunten 1 en 2 vertegenwoordigen hier het mensuralisme (hoewel niet uitsluitend volgens de verhouding 1 : 2), uitgangspunt 3 de semiologische nuancetheorie.
Na de waardetoekenningen was het uiteraard mogelijk de som van de duurwaarden per lettergreep te bepalen. Deze som werd de nootduursom genoemd.
Stel bijvoorbeeld dat bij een bepaalde lettergreep een neum van 5 noten voorkomt, waarvan 3 korte en 2 lange. Uitgaande van de verhouding 1 : 2, is de nootduursom 3x1 + 2x2 = 7. Uitgaande van de verhouding 1 : 1, is de nootduursom 3x1 + 2x1 = 5. Uitgaande van de verhouding 1 : 3, is de nootduursom 3x1 + 2x3 = 9, enz., enz.
Wat ook mogelijk is, is de relatieve nootduursom (RN) bij elke lettergreep vast te stellen. Deze relatieve nootduursom wordt bepaald door de oorspronkelijk berekende nootduursom bij iedere lettergreep uit te drukken als een percentage van de totale nootduursom over alle lettergrepen van het woord waar de lettergreep deel van uitmaakt.
Stel bijvoorbeeld dat de genoemde lettergreep met de neum van 5 noten deel uitmaakt van een tweelettergrepig woord, en dat de tweede lettergreep vertegenwoordigd wordt door 3 noten, 2 korte en 1 lange.
Uitgaande van de verhouding 1 : 2, is de nootduursom van de eerste lettergreep 7. De tweede lettergreep heeft als nootduursom 2x1 + 1x2 = 4.
- De totale nootduursom van het woord is dan 7 + 4 = 11.
- De relatieve nootduursom van de eerste lettergreep is (7/11) x 100 = 63,6.
- De relatieve nootduursom van de tweede lettergreep is (4/11) x 100 = 36,4.
- Bij andere verhoudingen dan 1 : 2 nemen de relatieve nootduursommen uiteraard andere waarden aan.

## Tekst en muziek
Om te illustreren waarom deze getallen worden gebruikt, moet eerst vermeld worden dat de Latijnse teksten van de vier introïtusantifonen op de band zijn ingesproken. Vervolgens kon met behulp van een computerprogramma van de afdeling Experimentele Audiologie van de Vrije Universiteit Amsterdam van elke lettergreep de spreekduur worden gemeten.
Evenals de nootduursom per lettergreep kon worden omgezet in een relatieve nootduursom, was het mogelijk de spreekduur van een lettergreep om te zetten in een relatieve spreekduur (RS), dus de spreekduur van de lettergreep als percentage van de totale spreekduur van het woord waar de lettergreep deel van uitmaakt.
In de literatuur over het gregoriaans wordt veelal verondersteld dat er een intieme relatie is tussen tekst en melodie.
Op de een of andere wijze – maar er wordt nooit, behalve bij lettergrepen met één noot, gespecificeerd hoe – zou er dus sprake zijn van melodische – of breder: muzikale – kenmerken die tekstafhankelijk zijn.
Van Kampen heeft in zijn onderzoek nagegaan of er verbanden bestaan tussen enerzijds tekstkenmerken en anderzijds muzikale kenmerken.
Hierbij is er dan rekening gehouden met de bovengenoemde uitkomsten met betrekking tot de nootduursom, de relatieve nootduursom (RN), de spreekduur en de relatieve spreekduur (RS) bepaald bij elke lettergreep.
Echter niet alle lettergrepen zijn van dezelfde soort. Het is mogelijk onderscheid te maken tussen hoofdaccentlettergrepen, beginlettergrepen, eindlettergrepen, lettergrepen die direct voorafgaan aan de hoofdaccentlettergreep, en lettergrepen tussen hoofdaccent en eindlettergreep.
Naast de tekstkenmerken spreekduur en relatieve spreekduur, zijn de lettergrepen daarom ook gewaardeerd volgens: wel (1) of geen (0) accentlettergreep, wel (1) of geen (0) beginlettergreep, enz. Elke lettergreep in het onderzoek leverde uiteindelijk 9 waarden op die gezamenlijk een min of meer uitputtende beschrijving van de formele tekstkenmerken lijken te geven.

## Statistische relaties
Bij het onderzoek naar de verbanden tussen deze 9 tekstvariabelen enerzijds en de muzikale kenmerken anderzijds werden twee relaties gevonden die een behoorlijk sterke samenhang laten uitkomen. Het gaat hier om de tekstvariabelen wel of geen accentlettergreep en de relatieve spreekduur (RS) die beide relatief hoog bleken te correleren met de relatieve nootduursom (RN) als muzikaal kenmerk.
Dit houdt dus in dat een accentlettergreep, vergeleken met de andere lettergrepen van een woord, vaker door een relatief lange (gesommeerde) toonduur wordt gekenmerkt, en dat deze relatief lange toonduur ook vaker voorkomt in het geval van een lettergreep met een relatief lange spreekduur. Ook tussen sommige andere tekstvariabelen en RN konden statistisch significante relaties worden aangetoond.
Wat hierbij niet vergeten mag worden is dat de relatieve nootduursom (RN) per lettergreep verschillende waarden aanneemt. Dit hangt immers af van de gekozen nootduurverhouding (zie boven). RN neemt dus een andere waarde aan in het geval van bijvoorbeeld de nootduurverhouding 1 : 2 dan in het geval van de nootduurverhouding 1 : 1,4 of 1 : 3. En weer een andere RN waarde wordt verkregen als wordt uitgegaan van de flexibele duurwaarden die de nuancetheorie vertegenwoordigen.
Vanwege deze verschillende uitkomsten van RN verschillen dus ook de correlaties van de diverse tekstvariabelen (waaronder dus wel of geen accentlettergreep en de relatieve spreekduur) met RN.
Omdat de correlaties van de tekstvariabelen met RN gezamenlijk uitgedrukt kunnen worden in een zogeheten multipele correlatie, neemt ook deze multipele correlatie verschillende waarden aan, afhankelijk van de gekozen nootduurverhouding.
Geconstateerd kon worden dat deze multipele correlatie, die dus samenvattend het verband beschrijft tussen tekst- en muzikale kenmerken, maximaal is bij de mensuralistische nootduurverhouding 1 : 2. (Voor de liefhebber: de multipele correlatie is dan R = 0,77).
Bij alle andere verhoudingen, en ook bij invoering van de flexibele duurwaarden ontleend aan het Graduale Lagal, blijkt het verband tussen tekst en melodie lager.
Er kon niet alleen vastgesteld worden dat gregoriaanse melodieën op een zeer intieme wijze recht doen aan de gezongen teksten uit de H. Schrift (ze geven met name reliëf aan de afzonderlijke woorden van de tekst), maar ook dat deze relatie vooral aanwezig is als bij het zingen korte noten 1 tel en lange noten 2 tellen duren.

## Melodische pieken
Even een terzijde, al heeft het niets te maken met de lengte van noten.
De nadruk in dit onderzoek op eigenschappen (relatieve spreekduur en wel of geen accentuatie) van de lettergrepen van ieder woord afzonderlijk past uitstekend bij een eerder door Reese gepubliceerde bevinding dat accentlettergrepen vaak muzikaal uitgedrukt worden door pieken in de melodiegang.
Een hiermee verband houdende variabele – waarvan de waarde (1 of 0) aangeeft of een lettergreep al dan niet voorzien is van een neum waarin de hoogste toon per woord voorkomt – werd ook in het onderzoek van Van Kampen ingevoerd.
De bevinding van Reese kon worden bevestigd: de correlatie tussen deze toonhoogtevariabele en de variabele wel of geen accentlettergreep bleek 0,54. De gregoriaanse melodieën eerbiedigen dus niet alleen de hoofdaccentlettergreep van een woord door die lettergreep (veelal) te voorzien van een relatief lange toonduur maar ook van een zodanige neum dat de hoogste noot daarvan tevens de hoogste noot is van het hele gezongen woord.

## Eentoons- en meertoonsneumen
De hierboven genoemde regel dat korte noten 1 tel en lange noten 2 tellen duren geldt alleen voor een neum die uit minstens twee noten bestaat.
In dergelijke gevallen moet op grond van de notatie in de oudste handschriften worden nagegaan of de betreffende noot kort (1 tel) of lang (2 tellen) moet worden gezongen.
Voor de volledigheid moet hierbij worden opgemerkt dat de in de handschriften voorkomende letters c (celeriter, kort), t (tenete, lang) en a (auge, verlengen, in L-239), en ook het episema (een horizontaal streepje, dienend als verlengingsteken) veelal de korte (c: 1 tel) of lange duur (t, a, episema: 2 tellen) van een noot slechts bevestigen.
Dit blijkt uit onderzoek, waarbij bijvoorbeeld meerdere handschriften met een Sangalliaanse notatie onderling vergeleken worden. De letter c geplaatst bij een al volgens de schrijfwijze van de neum korte noot bevestigt dus het korte karakter en impliceert geen extra verkorting. Evenzo worden lange noten niet extra verlengd door t, a of een episema. Een als 'lang geschreven' noot met c moet echter wel als een korte noot worden opgevat, een 'kort geschreven' noot met t, a of episema als lang.
Is de neum voorzien van slechts één noot, dan geldt dat de duur van deze noot tekstafhankelijk is. Een langere lettergreep levert een langere toon op, een kortere lettergreep een kortere toon. Van invloed is bijvoorbeeld of de klinker in de lettergreep een i, a, o, e of u is. Bij bijvoorbeeld een i gaat het vaak om een relatief kort, bij een u om een relatief lang uitgesproken lettergreep. Maar de medeklinkers (en hun aantal) rondom de klinker hebben natuurlijk ook invloed.
Het gaat bij deze eentoonsneumen dus om een variabele lengte.
Uit de schrijfwijze van deze enkelvoudige noot in de oudste handschriften (zowel in SG-359 als in L-239 meestal virga of tractulus, resp. uncinus, en geen punctum) lijkt echter wel geconcludeerd te kunnen worden dat de lengte van deze noot door de bank genomen 'lang' is en dus vaak 2 tellen duurt of naar 2 tellen tendeert.
De genoemde tekstafhankelijkheid geldt met name als meerdere neumen van één noot achter elkaar voorkomen (tekstanaloog ritme; zie boven). De natuurlijke articulatie van de tekst komt dan immers het meest tot zijn recht.

## Metrum en ritme
Het verschil tussen het in acht nemen van de 1 : 2 verhouding bij neumen van minstens twee noten en de variabele nootlengte bij neumen van één noot, wordt gesteund door de middeleeuwse muziektraktaten.
Peter Wagner en Jules Jeannin hebben erop gewezen – de zaak lijkt echter volkomen vergeten – dat in de middeleeuwse muziektheorie onderscheid wordt gemaakt tussen metrum en ritme.
Het begrip metrum - althans in de 9e eeuw, de tijd van het ontstaan van het gregoriaans - slaat op korte en lange versvoeten en heeft dus overdrachtelijk betrekking op bovengenoemde 1 : 2 verhouding bij neumen van minstens twee noten.
Het ritme, daarentegen, zo definieert bijvoorbeeld Remigius van Auxerre (een West-Frankische geleerde en schrijver; ca 850 - 908) wordt uitsluitend bepaald door 'de samenklank van de woorden, door geen wet gebonden, en niet in vaste voeten geordend'.
De Instituta Patrum de Modo Psallendi sive Cantandi (10e of 11e eeuw) laat uitkomen dat dit vrije ritme uitsluitend betrekking heeft op neumen van slechts één noot. De term 'ritme' heeft hier dus een veel specifiekere betekenis dan doorgaans in de literatuur aangegeven (zie boven).
De regel dat korte noten (bij een neum van minstens twee noten) 1 tel en lange 2 tellen duren betekent niet dat het gregoriaans met een soort mathematische precisie gezongen moet worden. Zeker, in de middeleeuwse muziektraktaten gelden alle korten noten als even kort en alle lange als even lang en dus exact twee maal zo lang als korte. In feite roept de melodie echter, geholpen door de neumen zelf, bepaalde accentuaties op die de waarden 1 en 2 tot op zekere hoogte modificeren. Ook de modale structuur van een gezang met zijn accent op bepaalde toontrappen heeft dit effect. Verder zijn er de nodige vertragingen aan het eind van een zin of een zinsdeel, die zowel een korte noot als een lange noot langer doen duren (zo ook de Commemoratio Brevis de tonis et psalmis modulandis, 10e eeuw), een lange noot dus zelfs langer dan 2 tellen.
Al deze modificaties ontstaan echter als het ware vanzelf. De zanger hoeft dus niet opzettelijk af te wijken van de middeleeuwse voorschriften.

## Schola Rhythmus et Metrum
De Amsterdamse Schola R&M, of voluit de Schola Rhythmus et Metrum, onder leiding van Dick van Kampen, wil het gregoriaanse repertoire zingen op basis van de hierboven genoemde onderzoeksresultaten. De Schola R&M dankt haar naam aan het in de middeleeuwse muziektheorie gemaakte onderscheid tussen ritme en metrum.
Ter illustratie van bovengenoemde inzichten biedt onderstaande knop een speciaal voor dit artikel gemaakte opname van het Graduale Oculi omnium, zoals dat te vinden is in het Graduale Romanum, p. 343. Het betreft hier een volstrekt 'mechanische', via de computer gemaakte opname, uitsluitend bedoeld om aan te geven hoe het melodieverloop is bij een strikte toepassing van de juiste duurwaarden (uitgaande van de notatie van Sankt Gallen, codex SG-359).
 GR oculi omnium

## Voetnoten
1. ↑  The Neume Notation Project
2. ↑  Het gaat hier om ritmische veranderingen ten gevolge van een zogeheten expressieve coupure; zie bijvoorbeeld Cardine, E. (1959), Neumes et Rythme: Les Coupures Neumatiques. Études Grégoriennes, III, 145-154.
3. ↑  Wagner, P. (1912), Einführung in die Gregorianischen Melodien. Zweiter Teil: Neumenkunde. Breitkopf & Härtel, Leipzig.
4. ↑  Murray, G. (1963), Gregorian chant according to the Manuscripts. L.J. Carey & Co., London.
5. ↑  Jeannin, J.C. (1925). Études sur le Rhythme Grégorien. Étienne Gloppe, Lyon.
6. ↑  Vollaerts, J.W.A. (1960), Rhythmic Proportions in Early Medieval Ecclesiastical Chant. Second Edition. E.J. Brill, Leiden.
7. ↑  Commemoratio brevis de tonis et psalmis modulandis (Latijnse tekst)
8. ↑  Scholia enchiriadis (Latijnse tekst)
9. ↑  Cardine, E. (1970), Sémiologie Grégorienne. Études Grégoriennes, XI, 1-158.
10. ↑  Agustoni, L. en Göschl, J.B. (1987). Einführung in die Interpretation des Gregorianischen Chorals, 2 dln. Gustav Bosse Verlag, Regensburg.
11. ↑  Smits van Waesberghe, J. (1942). Muziekgeschiedenis der Middeleeuwen, Tweede deel: Verklaring der Letterteekens (Litterae Significativae) in het Gregoriaansche Neumenschrift van St. Gallen. W. Bergmans, Tilburg.
12. ↑  Paléographie Musicale. Tweede serie. II. Cantatorium no. 359 van de bibliotheek van Sint Gallen. Doornik, 1924.
13. ↑  Paléographie Musicale. Eerste serie. X. Antiphonale Missarum Sancti Gregorii. Codex 239 van de bibliotheek van Laon. Doornik, 1909.
14. ↑  Paléographie Musicale. Eerste serie. IV. Codex 121 van Einsiedeln. Solesmes, 1894.
15. ↑  Monumenta Paleographica Gregoriana, Band 2.
16. ↑  Hakkennes, C.F.J. (1984). Graduale Lagal. Stichting Centrum voor de Kerkzang, Den Haag.
17. ↑  Göschl, J.B. (1985). Der gegenwärtige Stand der semiologischen Forschung. Beiträge zur Gregorianik, 1, 43-102.
18. ↑  Hoewel het verband hier uitsluitend is vastgesteld voor introïtusantifonen, geldt dezelfde relatie ook in het geval van een offertorium, communio of alleluia; de meer melismatische gradualia vormen echter een uitzondering. Zie Apel, W. (1958). Gregorian chant, p. 284.
19. ↑  Reese, G. (1940). Music in the Middle Ages. W.W. Norton & Comp., New York.
20. ↑  Wagner, P. (1916). Zur ursprünglichen Ausführung des Gregorianischen Gesanges. Gregoriusblatt, 81-82.
21. ↑  Jeannin, J. (1930), Proportionale Dauerwerte oder einfache Schattierungen im Gregorianischen Choral? Gregoriusblatt, 54, 129-135.
22. ↑  Musica (Latijnse tekst)
23. ↑  Instituta patrum de modo psallendi sive cantandi (Latijnse tekst)